# Vassula Rydén
Vassula Rydén (Egyiptom, 1942. január 18. – 2024. szeptember 25.) görög keresztény misztikus író.
Vassula Rydén írta le azokat az üzeneteket, amelyeket állítása szerint kapott Igaz Élet Istenben címmel. Jelenleg több mint 107 jegyzetfüzet áll rendelkezésünkre 12 kötetben, amelyet önkéntesek fordítottak le 40 különböző nyelvre. 1988 óta Vassulát több mint 70 országba hívták meg beszédet tartani és 900-nál is több előadást tartott. Semmiféle személyes juttatást, díjat vagy honoráriumot nem kap fáradozásaiért.

## Élete
Egyiptomban letelepedett görög szülők gyermeke. 1942. január 18-án született Héliopoliszban, Kairó egyik elővárosában görög ortodox családban. Iskolai tanulmányait Egyiptomban kezdte el, majd 15 éves korában Európába vándorolt ki.
Már nagyon fiatal korától kezdve ijesztő rémálmai voltak, amelyeket Sátánnak tulajdonított. 10-12 éves korában már voltak misztikus tapasztalatai, mint a Jézussal kötött lelki házasság. Tizenéves korában állítása szerint több alkalommal is látta a körülötte élt elhunyt emberek holt lelkeit. Később aztán közömbös lett a vallási dolgok iránt.
1966-ban egy evangélikus férfival kötött házasságot Lausanneban, Svájcban a görög ortodox egyház szertartása szerint. Később Svédországban vált el 1980 novemberében. 1981 júniusában házasodott össze jelenlegi férjével, Per Rydennel, aki svéd nemzetiségű evangélikus vallású, az anyakönyvvezető előtt. 1990-ben helyreállította a görög ortodox egyházzal az egységét és vallási házasságot is kötött Lausanneban 1991. október 31-én. Két fia van, akik 1970-ben és 1976-ban születtek. Görög ortodox vallásúnak vallja magát. Több nyelven is beszél. Legfontosabb hétköznapi nyelve az angol nyelv.

## Természetfeletti jelenség
Vassula Rydén ma leginkább az Igaz Élet Istenben c. írásairól ismert, melyben kb. 2000 üzenet olvasható. Az üzeneteket állítása szerint Istentől kapja 1985 óta, amikor Bangladesben élt. Éppen a bevásárlólistát írta, amikor elmondása szerint váratlanul enyhe áramütéshez hasonló érzést tapasztalt a jobb kezében, és ezzel egy időben egy láthatatlan jelenlétet is érzékelt. Úgy érezte, ez a jelenlét irányítja, ő pedig hagyta, hogy vezesse a kezét, és egy mondatot írt le a saját írásától eltérő írással: "Én vagyok a te őrangyalod, és a nevem Dániel."
Fr. Robert Faricy a következőket mondta Vassuláról: "Rendkívüli módon kapja Isten üzeneteit, Isten a kezeit használja, hogy leírja üzeneteit." A kézírás, amellyel az üzenetek íródtak nagy, vertikális és tisztán megkülönböztethető attól, amelyet normális körülmények között Vassula használ. Hivatásos grafológus szakvéleménye szerint a kézírás rendkívüli tellurikus erőt képvisel. Az írót olyan erő tölti el, amely meghaladja normális énjét, egy "láthatatlan erő”. Vassula egy közvetítő.

### Természetfölötti és tudományos elemzés
Vassula soha nem részesült sem hittani, sem teológiai képzésben. Vassula, aki az első üzenetek előtt "spirituálisan zéró" volt hiszi, hogy Isten olyan embereket választ ki, akik egyébként annyira képtelenek lennének ilyen kihívásokra, hogy nem fér kétség ahhoz, hogy egyedül az Ő hatalma munkálkodhat bennük. Vassula hiszi, hogy Isten választotta ki őt mindannak közvetítésére, amit addig nem élt meg. Azt is kijelentette: Jézus egy semmit akart kiválasztani, majd megmagyarázza, "hogy bebizonyítsa, mindezt nem én találtam ki és hogy mindez Tőle származik. A következőket mondta egy üzenetben: "Minden, amid van, tőlem származik és az én művem, nem a tiéd, nélkülem még pislogni is képtelen vagy, tehát hagyatkozz rám." Vassula művének másik világhírű kutatója, René Laurentin, aki teológus és mariológus, Vassulát a kor leghitelesebb misztikusának nevezte, és két könyvet is írt már Vassuláról és munkáiról.
Komoly kutatásokat végzett Vassula ügyében, a Róma által megállapított Megkülönböztetési Kritériumokkal összhangban. Számos beszélgetése és találkozása volt Vassulával, mindemellett írásait is alaposan kielemezte. Vassulával kapcsolatban minden esetet megvizsgált, beleértve a következőket: írásainak eredetét, a tanokat, tanúságtételének értékét és hitelességét, a jeleket és csodákat, az Igaz Élet Istenben üzenetek főbb témáinak elemzését, a lelki szempontokat, lelki gyümölcsöket stb. Tapasztalatait Vassuláról írt két könyvében írja le. "Qui est Vassula?" (Kicsoda Vassula?) és számos cikke is megjelent. Laurentin gondosan megvizsgálja a Vassulával kapcsolatos számos ellenvetést. Kijelenti: "Vassula az egyik legkiegyensúlyozottabb és legáttetszőbb látnok, akit ismerek. Egyébként soha senki más nem váltott ki annyi ellenállást, mint ő. Misztikusok esetében gyakran igaz, hogy amekkora a hitetlenség, félelem, ellenállás és gyalázat, akkora a kapott kegyelem is."

## Küldetése
Vassulát számos országba hívták meg bizonyságtételre és a kapott üzenetek bemutatására. Az Igaz Élet Istenben honlap hivatalos verziója szerint 75 ország több, mint 900 találkozójára hívták meg.
1998-ban és 2001-ben a New York-i székhelyű ENSZ a zsidók és a palesztinok közötti béke megteremtéséért dolgozó szekciója hívta meg Vassulát, hogy beszéljen hozzájuk és adja át a kapott üzeneteket azzal kapcsolatban, hogyan teremtsünk békét a világon.

## Keresztény egység
Ezekben az üzenetekben található legfontosabb elem az egyházak közötti megosztottság súlyossága, valamint az egyház egyesítésére való törekvés iránti munka és az ökumenikus mozgalom fontossága.
Ezért Vassula úgy gondolja, hogy az üzenetek terjesztésén kívül a keresztény egység hirdetésére is kapott elhívást. Az önkéntesekkel együtt kétévente szervez ökumenikus zarándoklatokat, ahol mindenféle felekezethez tartozó érsekek, püspökök, papok és világiak gyűlnek össze és gyakorolják a keresztény egységet anélkül, hogy megkülönböztetnék egymást. 2001-ben meghívták más felszólalókkal együtt Farfába a Nemzetközi Brigittánus Társaság által szervezett ökumenikus találkozóra, hogy beszéljen az ökumenizmusról és a lelkiségről. előadásának címe: Isten szól a népéhez.
Vassula missziójának ökumenikus oldala érdeklődést és figyelmet kelt fel. Minden keresztény felekezet – ortodox, katolikus és protestáns – meghívta, hogy tartson előadást és terjessze az Igaz Élet Istenben üzeneteit. Sok utalás található a pápáról az üzenetekben, ezekben gyakran úgy jelenik meg, mint Péter. Fr. Michael O'Carroll a II. János Pálról szóló könyvében így ír Vassuláról: Ez az első alkalom, amikor egy ortodox író győzelmet aratott a római pápa és az egyetemes primátus felett."

## Vassula Rydén próféciái
Vassula sok prófétai üzenetet jegyzett fel, néhány már beteljesült, mások még magyarázatra szorulnak. "Az Írások beteljesednek; az idők végének jeleit adom neked." Vassula kijelenti: "az Igaz Élet Istenben üzenetei nem a balsors és a gyász üzenetei. Azért adja nekünk ezekben a kegyelmi időkben, hogy megreformáljon bennünket. Ez hívás Isten fennkölt szeretetéből. Isten nem engedi meg nekünk örökké, hogy megsértsük Szent Nevét és istentelenül éljünk. Ezért jön hozzánk, a kegyelméből, hogy sok figyelmeztetést adjon." A Vassula által az Igaz Élet Istenben feljegyzett figyelmeztetéseket magyarázó üzenetek és pozitív, bátorító, vigasztaló tanítás kíséri, leleplező remény egy válságban levő világnak, amelyek arra emlékeztetnek bennünket, hogy Jézus szigorúsága olyan nagy, mint a kegyelme.

### Próféciák a2001. szeptember 11-ei terrortámadásokról
1991. szeptember 11-én (10 évvel a New York-i '9/11' események előtt) Vassula a következő üzenetet jegyezte fel: "A Föld borzongani és reszketni fog – és minden tornyokba épített gonosz kőhalomba omlik össze és a bűn porába lesz eltemetve! Fent a Mennyek remegni fognak és a Föld alapjai megrázkódnak!" Az üzenet 1991-ben jelent meg.

### Próféciák Oroszországról
Több, mint 20 prófécia szól Oroszországról és a kommunizmus bukásáról Oroszországban és Romániában. Az Oroszországról szóló első feljegyzést 1988. január 4-én jelent meg. Az 1989. november 13/14-én kelt üzenetben ez áll: "Ó Oroszország, testi teremtmény! A gonosz rátekeredett a méhedre, por és hamuból levő teremtmény, én a legfőbb foglak feltámasztani, mert én vagyok a feltámadás, visszavezetlek az életbe és rajtad tartom az ujjamat, dicsőséges nemzetté alakítalak át, amilyen én vagyok." A puccs, amely megpecsételte a kommunizmus bukását Oroszországban vasárnap történt meg, 1991. augusztus 19-én, az orosz ortodox egyház ezen a napon ünnepli meg az átalakulás napját.

### CunamiKatasztrófa (2004. december 26.)
A cunamiról és a víz alatti földrengésről szóló figyelmeztetéseket, amelyek teljesen megrázták a világot és sok ezer ember életébe került, is feljegyzett Vassula. 1987. szeptember 10-én Vassula egy figyelmeztető látomást és egy üzenetet jegyzett fel: "Figyelj, álmodban mutattam neked egy látomást, hogy érezd meg azt. Nem, nincs menekvés!" Vassula írta: "Visszaemlékszem, amikor láttam, úgy jött, mint egy nagy hullám. Megpróbáltam elfutni és elrejtőzni, de tudtam, hogy ez lehetetlen." Másik figyelmeztető látomást és üzenetet kapott 1993. február 18-án: "... a Föld rengeni fog és hullócsillagként fog legördülni a helyéről, hegyeket és szigeteket csavarva ki a helyükről. Egész népek fognak megsemmisülni; az ég úgy tűnik el, mint egy guruló csiga, amint láttad a látomásban, leányom."

### A jövőről szóló próféciák
A jövőről szóló próféciákkal kapcsolatban Vassula megemlítette: "A mi Urunk figyelmeztet minket, hogy hitehagyásunk miatt nemcsak a Földet, de az egész kozmoszt is veszélybe hozzuk – provokálva a természetet, hogy fellázadjon ellenünk. Súlyos eseményekre lettünk figyelmeztetve, ha nem változtatjuk meg a szívünket és nem térünk vissza Istenhez." 1993. február 18-án Vassula feljegyzett egy üzenetet, amely a hatodik pecsét feltöréséről szólt. Ugyanez az üzenet arról beszél, hogy az egész világ sötétségbe borul, miután a világ megtanulja felismerni Istent és "egyhangúlag" fogja dicsőíteni Őt."